# Ballady (album Perfectu)
Ballady – kompilacyjna płyta zespołu Perfect wydana w 1995 roku. 

## Lista utworów
1. „Niewiele ci mogę dać” 03:48
2. „Nie płacz Ewka” 05:36
3. „Pepe wróć” 05:35
4. „Obracam w palcach złoty pieniądz” 04:18
5. „Żywy stąd nie wyjdzie nikt” 04:07
6. „Nie bój się tego wszystkiego” 05:00
7. „Wieczorny przegląd moich myśli” 04:45
8. „Objazdowe nieme kino” 04:42
9. „Autobiografia” 04:35
10. „Co się stało z Magdą K.” 04:12